# هجرس (جنس)
الهِجْرِس (الاسم العلمي:Cercopithecus) (بالإنجليزية: Guenon)‏ هو جنس من الحيوانات يتبع فصيلة سعادين العالم القديم من رتبة الرئيسيات.

## أنواع
- هجرس سايكس (الاسم العلمي:Cercopithecus albogularis)
- هجرس أحمر الذيل (الاسم العلمي:Cercopithecus ascanius)
- هجرس كامبل (الاسم العلمي:Cercopithecus campbelli)
- هجرس مشورب (الاسم العلمي:Cercopithecus cephus)
- هجرس دنتي (الاسم العلمي:Cercopithecus denti)
- هجرص ديانا (الاسم العلمي:Cercopithecus diana)
- هجرس فضي (الاسم العلمي:Cercopithecus doggetti)
- هجرس درياس (الاسم العلمي:Cercopithecus dryas)
- هجرس أبيض الحنجرة (الاسم العلمي:Cercopithecus erythrogaster)
- هجرس أحمر الأذن (الاسم العلمي:Cercopithecus erythrotis)
- هجرس هامليني (الاسم العلمي:Cercopithecus hamlyni)
- هجرس ذهبي (الاسم العلمي:Cercopithecus kandti)
- هجرس لهوستي (الاسم العلمي:Cercopithecus lhoesti)
- هجرس لوي (الاسم العلمي:Cercopithecus lowei)
- هجرس أزرق (الاسم العلمي:Cercopithecus mitis)
- هجرس مونا (الاسم العلمي:Cercopithecus mona)
- هجرس دي برازا (الاسم العلمي:Cercopithecus neglectus)
- هجرس أبيض الأنف الأكبر (الاسم العلمي:Cercopithecus nictitans)
- هجرس أبيض الأنف الأصغر (الاسم العلمي:Cercopithecus petaurista)
- هجرس متوج (الاسم العلمي:Cercopithecus pogonias)
- هجرس برويسي (الاسم العلمي:Cercopithecus preussi)
- هجرس رولواي (الاسم العلمي:Cercopithecus roloway)
- هجرس سكلاتيري (الاسم العلمي:Cercopithecus sclateri)
- هجرس شمسي الذيل (الاسم العلمي:Cercopithecus solatus)
- هجرس ولفي (الاسم العلمي:Cercopithecus wolfi)